# 浄見寺 (杉並区)
浄見寺（じょうけんじ）は、東京都杉並区にある浄土真宗本願寺派の寺院。

## 概要
1602年（慶長7年）、釋教心によって開山された。元々は山城国紀伊郡深草村（現・京都府京都市伏見区深草）に位置していた。
同宗派の西本願寺が浜町御坊（後の築地本願寺）を建立すると、1621年（元和7年）に浜町御坊の寺中に入った。その後昭和初期までは、築地本願寺とともに歴史を歩んだ。
1923年（大正12年）の関東大震災で焼失し、1928年（昭和3年）に築地本願寺から分かれて現在地に移転した、その後も1945年（昭和20年）の空襲で罹災している。

## 本尊
本尊の阿弥陀如来は、1768年（明和5年）に西本願寺門主法如から贈られたもので、その際の「下附状」が当寺で保存されている。

## 墓所
- 中井薫堂（書家）[1]。

## 交通アクセス
- 下高井戸駅より徒歩5分。